# Alloscirtetica vara
Alloscirtetica vara är en biart som först beskrevs av Juan Brèthes 1910.  Alloscirtetica vara ingår i släktet Alloscirtetica och familjen långtungebin. Inga underarter finns listade i Catalogue of Life.